# 极北鲵
极北鲵（学名：Salamandrella keyserlingii）为小鲵科极北鲵属的两栖动物，俗名水蛇子。它分布于东北亚，在中国大陆，分布于黑龙江、辽宁、吉林、河南、内蒙等地，多栖息于沼泽地带烂草丛下以及翻耕过的泥土和洞穴中。该物种的模式产地在西伯利亚贝加尔湖西南隅。